# Claudius Buchanan
Claudius Buchanan (født 12. marts 1766 i Glasgowegnen, død 9. februar 1815) var en skotsk missionsorganisator. 
Efter nogle gærende ungdomsår drog Buchanan til Indien som det ostindiske kompagnis kapellan i Kalkutta (1797) og søgte med støtte af generalguvernøren, den senere lord Wellesley, at virke for kristendommens indgang i Indien, hvor kompagniet hidtil havde lagt alle hindringer i vejen for hedningemission og kun tilladt gudstjeneste for englændere. Det lykkedes Buchanan efter megen modgang og under kraftig modstand at få parlamentet til at sætte et kirkeligt arbejde i gang i Indien. Selv oversatte han det Nye Testamente på persisk og hindustani. 